# Björn Nordqvist
Björn Nordqvist (* 6. Oktober 1942 in Hallsberg) ist ein ehemaliger schwedischer Fußballspieler, der von 1963 bis 1978 für Schweden 115 Länderspiele bestritten hat.

## Laufbahn

### Vereine, 1952 bis 1983
Seine Jugendzeit verbrachte Nordqvist bei seinem Heimatverein Hallsberg IFK. Im Sommer spielte er Fußball, im Winter Eishockey oder Bandy, je nachdem, wo er gerade gebraucht wurde. Bandy war seine „zweite Liebe“ und hat ihm auch geholfen körperlich in einen erstklassigen Zustand für die Ausübung von Leistungssport zu kommen. Für Hallsberg bestritt er von 1958 bis 1960 49 Ligaspiele mit fünf Toren und wechselte 1961 zum IFK Norrköping in die Hafenstadt in der Provinz Östergötland, wo er zu Beginn, 1962 und 1963, zweimal die Meisterschaft in der Allsvenskan gewann. Im Jahre 1969 triumphierte er mit einem 1:0-Sieg gegen AIK Solna-Stockholm auch im Pokalwettbewerb. Im Europapokal der Landesmeister 1962/63 und 1963/64 schied Nordqvist mit der Mannschaft aus dem Idrottspark gegen Benfica Lissabon bzw. AC Mailand jeweils in der zweiten Runde aus. Im Europapokal der Pokalsieger war 1969/70 der FC Schalke 04 die Endstation. Der bei IFK vom Mittelfeld auf die Stopperposition gerückte Nordqvist bestritt von 1961 bis 1972 für Norrköping 468 Punkt- und Pokalspiele und erzielte dabei 26 Tore. Im Jahre 1968 wurde er zu Schwedens Fußballer des Jahres gewählt.
Mit 30 Jahren wagte er den Schritt ins Ausland und wechselte zur PSV Eindhoven in die niederländische Ehrendivision. Mit der PSV holte er 1974 mit einem 6:0-Erfolg gegen den NAC Breda den Pokal und gewann 1975 die Meisterschaft. Im Europapokal der Pokalsieger 1974/75 setzte er sich mit Eindhoven im Viertelfinale gegen Benfica Lissabon durch und scheiterte erst im Halbfinale an Dynamo Kiew. Danach beendete er seine Aktivität bei der PSV Eindhoven und ging gemeinsam mit seinem langjährigen Nationalmannschaftskollegen Ove Kindvall in die schwedische Heimat zum IFK Göteborg zurück. Im Jahre 1979 konnte er nochmals den Pokalsieg erringen und zog dann nach Übersee und heuerte bei Minnesota Kicks bis 1980 an. Björn Nordqvist beendete aber in Schweden seine Laufbahn. Von 1980 bis 1983 übte er das Amt des Spielertrainers bei Örgryte IS in Göteborg aus und beendete 1983 seine Laufbahn. Er bestritt in 23 Jahren über 1100 Spiele, davon über 450 um die Meisterschaft.
Ausgezeichnet hatten den aktiven Fußballspieler Nordqvist ein ausgeprägtes Stellungsspiel, taktische Disziplin, robuster, aber stets fairer körperlicher Einsatz und ein sicheres Kopfballspiel.

### Nationalmannschaft, 1963 bis 1978
Nach seinem Debüt am 4. April 1963 beim mit 0:4 Toren verlorenen Länderspiel gegen Ungarn konnte man die 15 Jahre andauernde Karriere im Länderteam für den Spieler von IFK Norrköping nicht erahnen. Der Stammbesetzung gehörte er dann auch erst ab dem Jahre 1966 an und war anschließend bei den drei Fußball-Weltmeisterschaften 1970, 1974 und 1978 dabei. Bei den Qualifikationsspielen vor der WM 1970 entschied am 15. Oktober 1969 der 2:0-Sieg gegen Frankreich. In Mexiko brachte ihn Trainer Orvar Bergmark gegen Italien und Uruguay zum Einsatz. Punktgleich mit Uruguay schied das Team um Nordqvist, Ove Kindvall und Bo Larsson nach den Gruppenspielen mit zwei Gegentoren aus. Vor der WM 1974 in Deutschland entschied ein Entscheidungsspiel am 27. November 1973 in Gelsenkirchen gegen Österreich, wer sich in der Qualifikation durchsetzen würde. Schweden gewann auf Schneeboden an einem bitterkalten Novemberabend mit 2:1 Toren. Trainer Georg „Abi“ Ericson meinte nach diesem Spiel über seinen Stopper, der sein 71. Länderspiel absolviert hatte: „Er ist wie ein guter Wein, je älter er wird, desto besser ist er.“ Im WM-Turnier hielt der Kapitän in den Gruppenspielen gegen die Niederlande und Uruguay die Abwehr zusammen und bestritt auch in der Finalrunde die drei Spiele gegen Polen, Deutschland und Jugoslawien. Die Leistung der schwedischen Mannschaft imponierte nicht nur beim Spiel gegen den Gastgeber. Mit Ralf Edström, Ove Grahn, Ronnie Hellström, Bo Larsson, Roland Sandberg und Conny Torstensson hatte Stopper und Mannschaftskapitän Nordqvist auch international bewährte Könner an seiner Seite. Sein 109. Spiel in der Blågult bestritt der Routinier bei der Weltmeisterschaft 1978 in Argentinien am 3. Juni beim 1:1 gegen Brasilien. Gegen Österreich und Spanien folgten sein neuntes und zehntes Weltmeisterschaftsspiel. Mit dem Rekordspiel von 115. Länderspielen beendete Nordqvist nach dem EM-Qualifikationsspiel am 4. Oktober 1978 im Rasundastadion in Stockholm gegen die Tschechoslowakei – zwei Tage vor seinem 36. Geburtstag – seine internationale Karriere.

## Erfolge
- Schwedischer Meister: 1962, 1963
- Schwedischer Pokalsieger: 1969
- Niederländischer Fußballmeister: 1975
- Niederländischer Pokalsieger: 1974

## Neben dem Sportplatz
Mitte der achtziger Jahre erlangte er in seiner Heimat erneut Popularität als Darsteller in der zwölfteiligen Fernsehserie „Äshöjdens BK“. Nordqvist war bei einem Lottounternehmen beschäftigt.